# فلورنسا جيل
فلورنسا جيل (بالإنجليزية: Florence Gill)‏ هي ممثلة أمريكية، ولدت في 27 يوليو 1877 في لندن في المملكة المتحدة، وتوفيت في 19 فبراير 1965 في وودلاند هيلز، كاليفورنيا في الولايات المتحدة.

## أعمال

### أفلام
- التنين المتردد[4][5]

## وصلات خارجية
- فلورنسا جيل على موقع IMDb (الإنجليزية)
- فلورنسا جيل على موقع أول موفي (الإنجليزية)
- فلورنسا جيل على موقع قاعدة بيانات الأفلام السويدية (السويدية)
- فلورنسا جيل على موقع قاعدة بيانات الفيلم (الإنجليزية)